# 마에노 토모아키
마에노 토모아키(일본어: 前野 智昭, 1982년 5월 26일 ~ )는 일본 아트비전 소속의 남자 성우이다. 이바라키현 시모쓰마시 출신이다.

## 출연작

### TV 애니메이션
2002년
- 미드나이트 호러 스쿨（仮보이스캐스터）

2005년
- 피치걸（구조원, 학생들, 학급위원, 남학생, 카메라맨, 가드맨）

2006년
- 금색의 코르다 ~primo passo~（통행인）

2007년
- Over Drive（선수）
- 바람의 성흔（지술사）
- CLANNAD -클라나드-（남학생）
- 나이트 위저드 The ANIMATION（학생）
- 나루토 질풍전（의료닌자）
- 신기한 별의 쌍둥이 공주Gyu!（美形鳥）
- 무시우타（特環局員）

2008년
- 식령 -제로-（칸제 토오루）※제1화의 주인공
- 오늘부터 마왕 제3기（병사）
- 케로로 중사（운전기사, 마을 사람）
- 고르고13（경관, 리처드의 부하）
- 슬레이어즈 REVOLUTION（마을 사람B）
- 절대 할 수 있는 그리스 신화（아스클레피오스,탄탈로스）
- 도서관 전쟁（도죠 아츠시）
- 드루아가의 탑〜the Aegis of URUK〜（등정자）
- 닌자의 왕（동급생, 택배원）
- 네오안젤리크 Abyss（은수기사단 기사, 학생）
- 네오안젤리크 Abyss -Second Age-（은수기사단 기사）
- 노기자카 하루카의 비밀（남자학생B）
- BLUE DRAGON 천공의 칠용（오퍼레이터）
- PERSONA -trinity soul-（캐스터）
- 마법사에게 소중한것〜여름의 소라〜（미도리카와 고타）
- 모노크롬・팩터（불량 소년）
- 야쿠시지 료코의 괴기사건부（桂川의비서, 무장남C, 부하A）

2009년
- 아라드 전기 슬랩업 파티（병사B）
- 케이온!（점원）
- 공중그네（鈴木星也）
- 강각의 레기오스（사관）
- 코바토（후지모토 키요카즈）
- 지옥소녀 3기（島月雄）
- 하늘 가는대로（오오야기 사쿠）
- 드루아가의 탑〜the Sword of URUK〜（병사）
- NARUTO -ナルト- 질풍전（長門）
- 냥코이!（카와무라 코우타）
- 스피리츠 소년격패 단（쥬리안）
- WHITE ALBUM（후지이 토야）
- 미라클☆트레인 -오에도선에 어서오세요-（신주쿠零二）

2010년
- 하트캐치 프리큐어 (묘도인 사츠키)
- 아마가미SS (타치바나 준이치)
- 슈팅 바쿠간 (볼트 러스터)

2011년
- 이나즈마 일레븐 GO (츠루기 유이치, 류자키 오우지)
- 세계 제일의 첫사랑 (유키나 코우)
- 토리코 (유)

2014년
- 새벽의 연화 (송학)

2015년
- 종말의 세라프 (히이라기 쿠레토)

2016년
- 불쾌한 모노노케안 (아베노 하루이츠키)

2019년
- 앙상블 스타즈! (히다카 호쿠토)

2020년
- 불꽃 소방대 2장 (사가미야 콘로)

### 극장판 애니메이션
2017년
- 흑집사: 북 오브 더 아틀란틱（찰스 핍스）

2025년
- 킹 오브 프리즘 -유어 엔드리스 콜- 모두 빛나라! 프리즘 투어즈（하야미 히로）

### 게임
2013년
- 켄가키미 (쿠로바 사네아키)

2015년
- 앙상블 스타즈! (히다카 호쿠토)

### 외화

#### 이준혁전담
- 나는 전설이다 - 장태현
- 나의 완벽한 비서 - 유은호
- 시티헌터 - 김영주
- 신과함께-죄와 벌 & 신과함께-인과 연 - 박무신
- 범죄도시3 - 주성철
- 서울의 봄 - 권형진
- 파랑새의 집 - 김지완

#### 개봉 미정
- 히트맨3 - ???

### 라디오
- 게임 『Vitamin』시리즈 Web 라디오 사립 세이테이 학원 방송부（アニメイトTV：2009年3月 - 、KENN과 함께 퍼스널리티를 하고있다.）
- Dolce compagni（インターコミュニケーションズ:2010年2月5日- 、타치바나 신노스케과 퍼스널리티를 하고있다.)